# 가우스 법칙

가우스 법칙은 적분 형태로 주어졌을 때, 대칭성에 따라 전기장이 균일한 닫힌 표면을 찾을 수 있는 경우에 특히 유용된다. 전기 선속은 그 표면적과 전기장의 세기의 곱으로 표현되며, 해당 표면에 포함된 총 전하에 비례한다. 여기서는 충전된 구체의 외부(r > R)와 내부(r < R)의 전기장을 계산한다.

내부에 전하가 있는 구에 대한 가우스 법칙

가우스 법칙(Gauss's law)은 폐곡면을 통과하는 전기 선속이 폐곡면 속의 알짜 전하량과 동일하다는 법칙이다. 맥스웰 방정식 가운데 하나다.

## 정의
가우스 법칙은 미분 형태와 적분 형태가 있다. 두 형태는 발산 정리에 대등하다.
가우스 법칙의 적분 형태는 다음과 같다.
{\displaystyle \Phi =\oint _{A}\mathbf {D} \cdot d\mathbf {A} =Q_{0}}
여기서 {\displaystyle \mathbf {D} }는 변위장(전속밀도), {\displaystyle d\mathbf {A} }는 표면 A 위의 미소 면적을 나타내는 벡터 (그 지점의 접평면에서 바깥쪽을 향하는 법선 벡터), {\displaystyle Q_{0}}는 폐곡면 속의 알짜 자유 전하량이다. {\displaystyle \oint _{A}}는 표면 A전체에 대한 면적분이다.
가우스 법칙의 미분 형태는 다음과 같다.
{\displaystyle \nabla \cdot \mathbf {D} =\rho _{0}}
여기서 {\displaystyle \nabla \cdot }는 발산 연산자, {\displaystyle \mathbf {D} }는 변위장(전속밀도), {\displaystyle \rho _{0}}는 자유 전하 밀도다.
위 공식은 자유 전하에 대한 가우스 법칙이다. 즉, {\displaystyle Q_{0}}와 {\displaystyle \rho _{0}}는 매질 속의 분극 전하를 포함하지 않는다. 분극 전하를 포함한 모든 전하에 대한 공식은 다음과 같다.
{\displaystyle \Phi =\oint _{A}\mathbf {E} \cdot d\mathbf {A} =Q/\epsilon _{0}}
{\displaystyle \nabla \cdot \mathbf {E} =\rho /\epsilon _{0}}.
여기서 {\displaystyle Q}는 알짜 전하 (분극 전하 포함), {\displaystyle \rho }는 전하 밀도 (분극 전하 포함)다. {\displaystyle \mathbf {E} =\mathbf {D} /\epsilon }는 전기장이다. {\displaystyle \epsilon _{0}}는 진공의 유전율로, 기본 상수다.

## 적용
{\displaystyle E={\sigma  \over \epsilon _{0}}}
(전도체 표면, σ는 단위면적당 전하량이다.)
{\displaystyle E={\lambda  \over 2\pi \epsilon _{0}r}}
(도선, λ은 단위길이당 전하량이고, r은 가우스 표면까지의 거리이다.)
{\displaystyle E={\sigma  \over 2\epsilon _{0}}} (면)
{\displaystyle E={1 \over 4\pi \epsilon _{0}}{q \over r^{2}}} (구 껍질 또는 꽉찬 구에서, r≥R인 구의 표면)
{\displaystyle E=0} (구 껍질에서, r<R인 구의 표면)
{\displaystyle E=({q \over 4\pi \epsilon _{0}R^{3}})r} (꽉찬 구에서, r≤R인 구의 단위면적당 전하)

## 역사
카를 프리드리히 가우스가 1835년에 발견하고, 1867년에 발표하였다.

## 같이 보기
- 가우스 자기 법칙
- 맥스웰 방정식
- 발산 정리
- 카를 프리드리히 가우스